# Celyn Jones
Pour les articles homonymes, voir Jones.
Celyn Jones, né le 4 juin 1979 à Holyhead (sur l'île d'Anglesey, au pays de Galles), est un acteur britannique.

## Biographie
Celyn Jones s'est marié avec l'actrice Kate Drew.

## Filmographie partielle

### Au cinéma
- 2005 : Lassie : Snickers
- 2007 : Honey and Razor Blades : Mark
- 2007 : First : Mr Roberts
- 2011 : All in Good Time : Barney
- 2012 : Sea Change
- 2012 : Chasing Bobby : Frank
- 2014 : The Red Line : Cherub
- 2014 : Castles in the Sky : Edward 'Taffy' Bowen
- 2014 : Set Fire to the Stars : Dylan Thomas
- 2015 : Chasing Robert Barker
- 2015 : The Healer : Father Marcus
- 2017 : Mary Shelley's Monster
- 2017 : Submergence : Thumbs
- 2017 : Maryline : Jacky Conwell
- 2017 : The Current War : Les Pionniers de l'électricité (The Current War) de Alfonso Gomez-Rejon : Sherman Quincy
- 2019 : L'Ombre de Staline (Mr. Jones) d'Agnieszka Holland : Matthew
- 2020 : Six Minutes to Midnight de Andy Goddard :  caporal Willis

### À la télévision
- 2013 : Jo de Sheree Folkson, Kristoffer Nyholm, Stefan Schwartz et Charlotte Sieling : Normand